# Tunggur (Slogohimo)
Tunggur is een bestuurslaag in het regentschap Wonogiri van de provincie Midden-Java, Indonesië. Tunggur telt 2618 inwoners (volkstelling 2010).